# ロック・カリヤン・マーグ7番地
ロック・カリヤン・マーグ7番地（ロック・カリヤン・マーグ7ばんち、7, Lok Kalyan Marg）は、インド首相の官邸および公邸である。

## 歴史
1980年に完成し、1984年にラジーヴ・ガンディー首相が最初の入所者となった。2014年5月26日からはナレンドラ・モディ首相の官邸・公邸として使用されている。

## 施設
ロック・カリヤン・マーグ7番地は5つのバンガローから構成されている。
- 1番地 - ヘリポート[2]
- 3番地 - 迎賓館[2]
- 5番地 - 首相公邸[2]
- 7番地 - 首相官邸[2]
- 9番地 - 警備隊本部[2]